# 混魚龍屬
混魚龍屬（屬名：Mixosaurus），意思為“混合蜥蜴”，屬於魚龍目，是種已滅絕雙弓類爬行動物，生活在距今2.4亿年前的三叠纪中期。牠們身長約一公尺，是最小的鱼龙类之一。

## 分布
混魚龍分布於全球：中國、帝汶、印尼、義大利、斯匹次卑爾根群島、司瓦爾巴特群島、加拿大、阿拉斯加、以及內華達州。

## 命名
混魚龍是在1887年由George H. Baur命名。

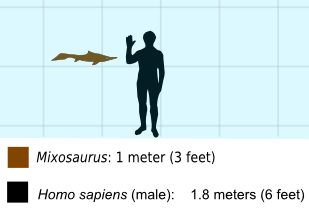
混魚龍與人類的體型相比

混魚龍的名字來自於牠們的外形介於鰻魚外形的魚龍類，例如杯椎魚龍（Cymbospondylus），以及較晚海豚外形的魚龍類，例如魚龍屬（Ichthyosaurus），兩者之間的過渡性質。混魚龍擁有長尾巴，尾巴有下鰭，顯示牠們游泳速度慢，但同時擁有背鰭，可在水中穩定。混魚龍每個鰭狀肢由五個腳趾構成，較晚的魚龍屬每個鰭狀肢由三個腳趾構成。而且每個腳趾的骨頭比一般魚龍類腳趾骨頭更為獨立（多指性），而前鰭狀肢比後鰭狀肢還長。
混魚龍是以魚類為食的海生爬行動物。